# Tapera naevia
Il cuculo striato (Tapera naevia Linnaeus, 1766) è un uccello della famiglia Cuculidae e unico rappresentante del genere Tapera.

## Distribuzione e habitat
Questo uccello vive in tutto il Sud America ad eccezione del Cile, e nell'America Centrale continentale, dal Messico meridionale (Veracruz, Oaxaca) a Panama.

## Tassonomia
Tapera naevia ha due sottospecie:
- Tapera naevia excellens
- Tapera naevia naevia